# Élections législatives françaises de 1824
Les élections législatives françaises de 1824 ont eu lieu les 25 février et 6 mars 1824.

## Mode de scrutin
Le mode de scrutin est celui défini par la loi de juin 1820 dit « du double vote » qui associe le scrutin uninominal selon le découpage de 1820 pour les trois cinquièmes des députés, élus le 25 février, et le scrutin plurinominal départemental, élus le 6 mars. Les deux collèges d'électeurs sont définis par leurs revenus (suffrage censitaire), l'accès au collège départemental nécessitant des revenus plus élevés et permettant de voter deux fois.

## Résultats
Les élections de 1824 donnent plus de 400 députés aux ultraroyalistes et à leurs alliés, contre seulement 15 libéraux.
|       |                 |         |     |        |     |
| Parti | Parti           | Voix    | %   | Sièges | +/- |
|       | Ultraroyalistes | ?       | ?   | 413    | 253 |
|       | libéraux        | ?       | ?   | 17     | 177 |
|       |                 |         |     |        |     |
| Total | Total           | ~94 000 | 100 | 430    | 4   |

## Analyse
Ces élections sont un triomphe pour Villèle et les ultras, qui obtiennent une majorité écrasante à la chambre qu'on surnomme « retrouvée », en référence à la chambre introuvable. Il n'y a plus que 17 députés de gauche (dont Royer-Collard, Girardin, Benjamin Constant et Foy). Ce succès est dû aux manœuvres électorales du gouvernement, qui a pu faire pression sur les électeurs par le biais des préfets, et à d'habiles dégrèvements fiscaux, faisant ainsi baisser le cens pour de nombreux électeurs en dessous de la limite de 300 F requise pour pouvoir voter ; ces électeurs faisaient le plus souvent partie de la moyenne bourgeoisie et étaient plus susceptibles de voter pour les libéraux.
Villèle a également redressé les finances publiques et rassuré une grande partie du pays légal en ne faisant voter aucune loi réactionnaire, notamment sur les biens nationaux. Enfin le succès de la guerre d'Espagne a permis au gouvernement ultra de récolter une certaine popularité parmi les électeurs censitaires.
L'opposition ne disparaît cependant pas ; la chambre des pairs prendra le relais en repoussant plusieurs lois (conversion des rentes, loi d'Aînesse...) proposées par le gouvernement. À la chambre des députés, La Bourdonnaye, qui déteste Villèle, et les partisans de Chateaubriand, renvoyé du ministère le 6 juin 1824, mèneront une opposition de droite au ministère. Villèle sera ainsi contraint de dissoudre la chambre le 6 novembre 1827.